# ليلة زفاف (رواية)
ليلة زفاف هو كتابٌ للأديب توفيق الحكيم بل يُعتبر بحسبِ بعض النقاد أحد أكبر أسباب شهرة الأديب الروائي والمسرحي توفيق وذلك بسبب ما حقّقه من انتشارٍ كبير في الأوساط الثقافية، وللمبيعات الكبيرة التي حقّقها في سوق الكتاب العربي. يُعتبر كتاب ليلة الزفاف أحد أشهر المجموعات القصصية للكاتب، وتحتوي هذه المجموعة على 11 قصة قصيرة ذات سمة اجتماعية. صدر الكتاب عن دار الآداب ومطبعتها.

## القصّة
نُشر هذا الكتاب بدايةً تحت عنوان مدرسة المغفلين التي تضم مجموعة قصص أهمها ليلة زفاف. تتناول القصّة شخصية فارس نبيل يتفاجأ ليلة زفافه بزوجته التي تعترف له أنها تحب شخصًا آخر وأنها أُجبرت على الزواج فيجعلها بتصرفاته النبيلة هي من تتمسَّك به زوجًا وحبيبًا في آخر الأمر. رأى بعضُ النقاد أنَّ في الكتاب أحداثٌ وقعت فعلًا في المجتمعات العربيّة وأخرى من نسج خيال الكاتب.
القصة تؤكد أن المشاعر ما قبل الزواج أوهام وأن المشاعر الحقيقية هي القائمة على العشرة والمودة والسكينة والصبر. لقد أكّدت البطلة كلّ هذا في روايةِ الحكيم من خلال زوجها الذي عرف حقيقة مشاعرها في أول يوم، لو كان مع شخص آخر لوقع ما لم يخطر بالبال لينتهي بنهاية جميلة.